# Instituto de Ciencias del Patrimonio
El Instituto de Ciencias del Patrimonio (Incipit) es un centro de investigación español dependiente del Consejo Superior de Investigaciones Científicas (CSIC) dentro de su área de Humanidades y Ciencias Sociales. Se dedica al estudio del patrimonio cultural como problema científico, abarcando su formación y origen, su significación y sentido, sus problemas de gestión, conservación y protección, su uso social y público, y sus funciones y potencialidades para el desarrollo económico y sociocultural.
Su sede está ubicada en Santiago de Compostela, en el Edificio Fontán de la Ciudad de la Cultura de Galicia, sede en la que este centro se instaló en 2022 después de ocupar varias sedes provisionales en el Campus Vida de la Universidad de Santiago de Compostela.

## Historia
En septiembre de 2006 se firmó un protocolo de colaboración entre la Junta de Galicia y el Ministerio de Educación y Ciencia para la creación en Galicia varios centros científicos de referencia con participación del CSIC y las universidades gallegas. Uno de los centros planificados era el entonces conocido como Centro de Ciencias del Patrimonio Cultural. El 26 de enero de 2010 el Consejo Rector del CSIC acordó crear el nuevo instituto como centro propio del CSIC con el nombre oficial de Instituto de Ciencias del Patrimonio. El Incipit fue formado, en parte, a partir del anterior Laboratorio de Patrimonio (LaPa) que formaba parte del Instituto de Estudios Galegos Padre Sarmiento (IEGPS), también situado en Santiago de Compostela.
 

La resolución del Consejo Rector del CSIC también establece la misión general del instituto:
La misión del Instituto de Ciencias del Patrimonio es fomentar, desarrollar, validar y difundir investigación científica y tecnológica de calidad y de carácter pluridisciplinar sobre el patrimonio cultural con el fin de contribuir al avance del conocimiento, al desarrollo económico, social y cultural de su entorno,  a la formación de personal investigador especializado y al asesoramiento desde el conocimiento experto a entidades públicas y privadas, tanto nacionales como internacionales. Su labor debe repercutir sobre su entorno inmediato, tanto académico y científico como administrativo y social.
El 19 de mayo de 2010, Rafael Rodrigo, presidente del CSIC, nombró director del Instituto de Ciencias del Patrimonio al arqueólogo Felipe Criado-Boado, actualmente en el cargo.
En junio de 2010, el CSIC autoriza el uso del acrónimo "Incipit" para referirse al Instituto de Ciencias del Patrimonio.
En abril de 2019, se planifica el traslado del Incipit al Edificio Fontán de la Ciudad de la Cultura de Galicia en Santiago de Compostela, gracias a un acuerdo entre la Junta de Galicia y el CSIC.

## Principales líneas de investigación

### Arqueología del paisaje y paisajes culturales
Esta línea está dedicada a investigar los procesos de la construcción humana del paisaje, examinando sus relaciones con diferentes aspectos económicos, sociales y culturales. Además, también forma parte de esta línea de investigación el identificar y caracterizar los paisajes culturales que pueden ser reconocidos como tales hoy en día.

### Investigación teórica e historiográfica sobre estudios de patrimonio cultural
Dedicada a investigar las circunstancias que constituyen el campo de operación de las disciplinas que estudian el patrimonio cultural, es decir, está orientada principalmente a la investigación ontológica, epistemológica y metodológica del patrimonio cultural.

### Procesos de patrimonialización
Esta línea de investigación está centrada en el modo en el que las sociedades de Homo sapiens (tanto actuales como pasadas) forman su patrimonio cultural, los mecanismos por los cuales algo llega a ser considerado patrimonio.

### Socioeconomía del patrimonio cultural
Su objetivo es la investigación de los aspectos sociológicos, antropológicos, económicos y políticos relacionados con el patrimonio cultural, estableciendo la relación del patrimonio cultural con la producción de riqueza. Se incluye en esta línea de investigación la dimensión jurídico-política del patrimonio, tanto en lo referente al patrimonio como una entidad jurídico-formal, como al contexto jurídico y político de cada elemento patrimonial, modelos de gestión pública, políticas de investigación y desarrollo, etc.

### Cultura material y procesos de formalización del patrimonio cultural
Esta línea estudia los bienes culturales a través del registro arqueológico e histórico. Intenta determinar la forma y características internas de los bienes culturales para, a partir de ellas, identificar las materias primas empleadas, las técnicas de extracción de las mismas, su procesado para la obtención del bien y reconstruir su uso por parte de la sociedad que lo produjo y su uso posterior.

### Tecnologías semánticas para patrimonio cultural
Esta línea de investigación está dedicada a crear, seleccionar, desarrollar, analizar, validar, demostrar y diseminar las tecnologías necesarias para la construcción de significado en torno a la información que se genera y maneja durante los trabajos de investigación y gestión del patrimonio cultural. A diferencia de la mayor parte de los grupos de investigación de informática aplicada al patrimonio, esta línea de investigación no se centra en solucionar problemas de índole patrimonial, sino en solucionar problemas de ingeniería que, más adelante, constituyan soluciones (teóricas, metodológicas o tecnológicas) aplicables para resolver problemas patrimoniales.

## Organización
Para trabajar en las diferentes líneas de investigación, el Instituto de Ciencias del Patrimonio se organiza actualmente en cuatro especialidades y una unidad.

### Especialidades
Cada especialidad está formada por investigadores con un mismo corpus teórico, metodológico y tecnológico bien delimitado, similares a los departamentos de otros centros de investigación. No hay una relación directa entre cada línea de investigación y una especialidad, sino que habitualmente en cada investigación colaboran diferentes especialidades, ocupándose cada una de un aspecto concreto de esa línea.

#### Antropología
Estudia el patrimonio cultural de las sociedades actuales mediante, entre otros, la metodología de trabajo de campo etnográfico. Su coordinadora es Cristina Sánchez-Carretero.

#### Arqueología
Se dedica principalmente al estudio de las teorías y prácticas arqueológicas y su correspondencia con los contextos socioculturales pretéritos y actuales, y su relación con el patrimonio cultural, su valorización y su uso en el presente. Su coordinador es Felipe Criado-Boado.

#### Tecnologías semánticas
Se dedica al uso de tecnologías de la información y la comunicación, y específicamente de la ingeniería de software, ingeniería del conocimiento, ingeniería de métodos y teoría de organizaciones, para desarrollar las teorías y tecnologías necesarias para mejorar la comprensión de cómo se crea y se comunica el conocimiento en relación con el patrimonio cultural. Su coordinador es César González-Pérez.

#### Tecnologías geoespaciales
Se dedica al uso y desarrollo de tecnologías para la representación de entidades geográficas y el análisis de la información asociada a ellas, todo ello aplicado al estudio del patrimonio cultural. Estas tecnologías incluyen los sistemas de información geográfica y la teledetección. Su coordinador es César Parcero-Oubiña.

### Unidades
Con el nombre de "Unidades" se conocen en el Incipit a los departamentos responsables de desempeñar, no investigación, sino funciones complementarias a los resultados de las investigaciones, justificándose en la "cadena de valor de la práctica científica": producción, transferencia y difusión del conocimiento. Actualmente existe una unidad: "Valorización". Anteriormente también existían las unidades de "Cultura científica" y "Formación externa".

## Investigadores de plantilla
- A. César González-García
- Alfredo González-Ruibal
- César González-Pérez
- César Parcero-Oubiña
- Cristina Sánchez-Carretero
- Felipe Criado-Boado
- Xosé-Lois Armada

## Publicaciones periódicas del centro
El Instituto de Ciencias del Patrimonio publica o ha publicado tres series de monografías:
- Anaina, dedicada a la publicación de textos de divulgación sobre patrimonio cultural desde 2011.[11]
- Cadernos de Arqueoloxía e Patrimonio (CAPA), sobre memorias de trabajo de campo, informes técnicos, trabajos académicos, protocolos y especificaciones desde 1997.[12]
- Traballos de Arqueoloxía e Patrimonio (TAPA), sobre la publicación de estudios monográficos, tesis doctorales y actas de congresos desde 1997.[13]